# Bolo de maçã dinamarquês

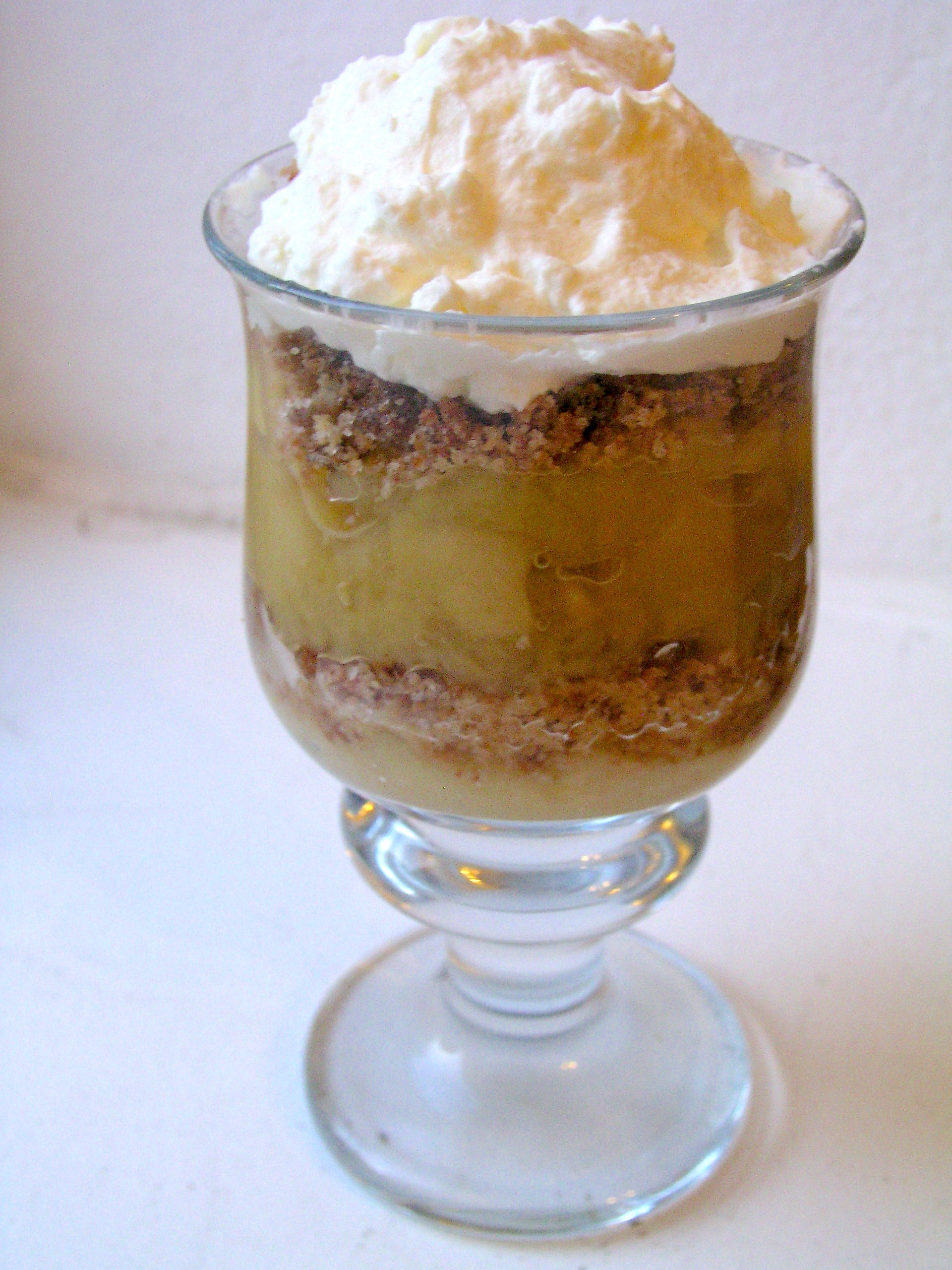
Dansk æblekage

Dansk æblekage ou bolo de maçã dinamarquês é um doce típico da culinária da Dinamarca. É preparado com maçã cozida, açúcar, baunilha, pão ralado e natas (a parte mais gorda, conhecida como piskefløde, em dinamarquês), entre outros ingredientes possíveis.
A maçã é cortada em pequenos pedaços e é cozida em seguida. Através da cozedura, obtém-se uma pasta, à qual são adicionados em seguida o açúcar e a baunilha. Com o pão ralado, margarina e açúcar, é preparado numa frigideira uma espécie de serradura, denominada em dinamarquês kagerasp (pão ralado de bolo), que adquire uma tonalidade dourada.
A sobremesa é apresentada com camadas de kagerasp e de pasta de maçã, com uma cobertura constituída pelas natas. Facultativamente, as natas podem ser complementadas com compota vermelha. É frequentemente servida em copos ou pequenos recipientes individuais.